# Українська демократично-хліборобська партія
Украї́нська демократи́чно-хліборо́бська партія (УДХП) — українська політична партія консервативного напряму. Заснована в травні 1917 року за ініціативою Сергія Шемета, В‘ячеслава Липинського, М. Боярського, В. Шкляра, Лева Климова, М. Макаренка. Установчі збори відбулися 29 червня 1917 року в Лубнах за участі 1 500 селян та 20 дідичів. Спочатку партія мала назву Українська демократична партія.

## Передумови створення
Напередодні Першої світової війни понад 80% населення України працювали в сільському господарстві. Під час революційних подій виникла низка політичних партій, що орієнтувалися на селянство, але їх очолювали жителі міст, які не знали всіх реалій життя села.
Українське селянство не завше сприймало соціалістичні гасла про скасування приватної власності на землю. «Общинне землеволодіння» (тимчасове, бо землю постійно перерозподіляли за кількістю членів сімей) було характерне для Росії та деяких українських губерній (Харківська, Херсонська, Катеринославська), тоді як у решті українських губерній поширене було подвірне землеволодіння та приватна власність (на Поділлі цей показник становив майже 95%).
10-15 червня 1917 року в Києві тривав I Всеукраїнський селянський з'їзд, який зібрав 2500 делегатів зі всіх губерній України.
22 червня Українська селянська спілка (її створення ініціювали есери) провела засідання Всеукраїнської ради селянських депутатів, де, серед іншого, постановила, що «організаційна, а також і підготовча робота до Установчих зборів має вестись Всеукраїнською радою селянських депутатів, а не українською фракцією Всеросійської ради селянських депутатів у Петрограді. <…> Для того, щоб усунути можливість всяких непорозумінь між Всеукраїнською спілкою з одного боку та Всеросійською радою депутатів і Всеросійською селянською спілкою з другого боку — Всеукраїнська рада селянських депутатів вважає необхідним, щоб названі вище Всеросійські селянські організації визнали, що організаційна робота по всій Україні поміж селянством має вестись виключно Всеукраїнською селянською спілкою та Всеукраїнською радою селянських депутатів». Тобто, українські соціалісти-революціонери (есери) прагнули вивести українське селянське питання з-під російської компетенції й добитися широкої автономії рішень. Іншою впливовою організацією був Всеукраїнський союз земельних власників (місцеве відділення Всеросійського Союзу Земельних Власників), але він об'єднував переважно середніх і великих землевласників, зазвичай русифікованих і консервативно налаштованих прихильників імперії та старого устрою.
Отже, в Україні виникла необхідність створення несоціалістичної політичної сили, яка би захищала національні інтереси українського селянства.

## Створення
Сергій Шемет так описував умови створення партії: «У травні 1917 року повернулись з Полтави з губернського з'їзду «Союзу земельних власників» кілька лубенських козаків-хліборобів. Їздили вони на той з'їзд з власної ініціативи, бо відділу Союзу в Лубенськім повіті не було. Побувавши на з'їзді, рішили ці хлібороби завести подібну організацію також в Лубенськім повіті і от Ів. Корнієнко і М. Макаренко звернулися до мене з пропозицією, узяти участь в організації. Я відповів згодою, але при умові, коли будемо організовувати не відділ «Всероссийского Союза Земельных Собственников», а свою окрему українську хліборобську організацію на платформі суверенності українського народу».
29 червня 1917 у Лубнах відбулися установчі збори партії (взяли участь 1500 селян і 20 поміщиків), на яких ухвалено основні засади її діяльності: досягнення суверенності українського народу, збереження приватної власності, вирішення земельного питання Українським сеймом на основі парцеляції поміщицьких земель за викуп. На основі цих принципів члени організації В. Андрієвський, С. Шемет і В. Липинський розробили проєкти програми.

## Діяльність
Офіційною програмою став проєкт, підготовлений В'ячеславом Липинським (виданий у жовтні 1917), за пропозицією якого партія отримала назву УДХП. Програма передбачала досягнення політичної самостійності України, формування провідної верстви з державницькою свідомістю, розробку демократичного проєкту державного устрою (во ім'я самостійності В. Липинський на деякий час поступився ідеєю монархізму). Програма проголошувала загальні громадянські права та автокефалію релігійних конфесій в Україні. В економічному розділі передбачалось встановлення державного контролю за національним господарством, співіснування орендної та приватновласницької форм землеволодіння. Партія відстоювала ідею створення єдиного національного фронту для розбудови Української держави. У березні 1918 року керівництво УДХП вело переговори з Українською Центральною Радою про входження членів партії до її складу. УДХП сприяла приходу до влади П. Скоропадського, але згодом ставилася із застереженнями до політики гетьманського уряду. У травні 1918 року УДХП увійшла до складу Українського національно-державного союзу. У жовтні 1918 учасники II з'їзду виступили проти курсу гетьманського уряду на утворення федерації з небільшовицькою Росією та схвалили рішення про встановлення контактів з Українським національним союзом. У період Директорії УНР у партії відбувся розкол. В боротьбі з більшовиками шукала підтримки у П. Болбачана і Є. Коновальця.
Навесні 1920 року у Відні окремі лідери партії (С. Шемет, В. Липинський, О. Скоропис-Йолтуховський) створили монархічну організацію Український союз хліборобів-державників, інші увійшли до складу Ради республіки. Своїх періодичних видань УДХП не мала та використовувала газету «Вісник лубенського громадського комітету», тоді як УСХД друкувала свій періодичний збірник «Хліборобська Україна» з 1920 по 1925 рік.